# Specie di Viburnum
Il genere Viburnum comprende le seguenti specie:

## A
- Viburnum acerifolium L.
- Viburnum acutifolium Benth.

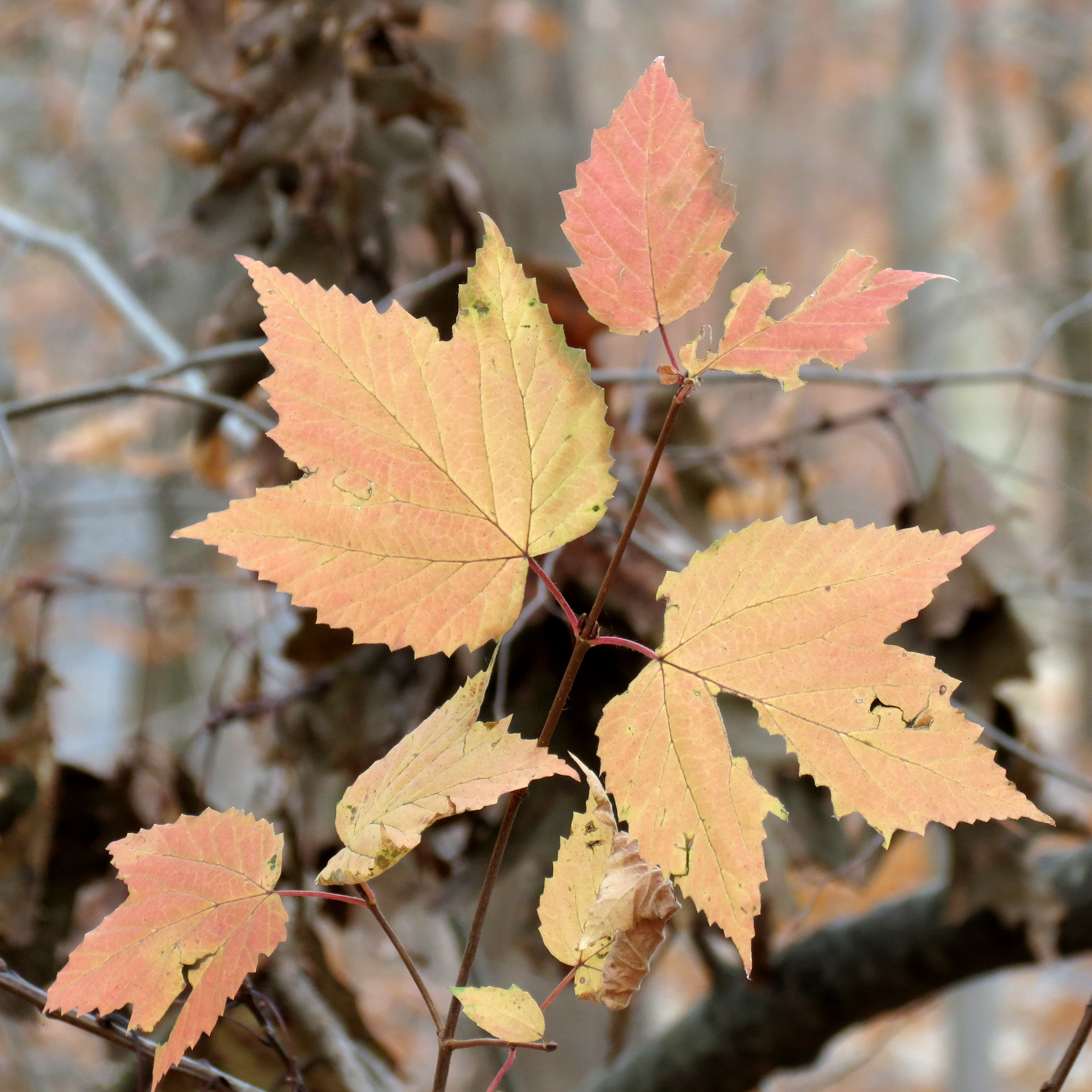
Viburnum acerifolium

- Viburnum alabamense (McAtee) Sorrie
- Viburnum albopedunculatum Gilli
- Viburnum amplificatum J.Kern
- Viburnum amplifolium Rehder
- Viburnum anabaptista Graebn.
- Viburnum annamensis Fukuoka
- Viburnum antioquiense Killip & A.C.Sm.
- Viburnum arboreum Britton
- Viburnum atrocyaneum C.B.Clarke
- Viburnum australe C.V.Morton
- Viburnum awabuki K.Koch
- Viburnum ayavacense Kunth

## B
- Viburnum beccarii Gamble
- Viburnum betulifolium  Batalin
- Viburnum blandum C.V.Morton

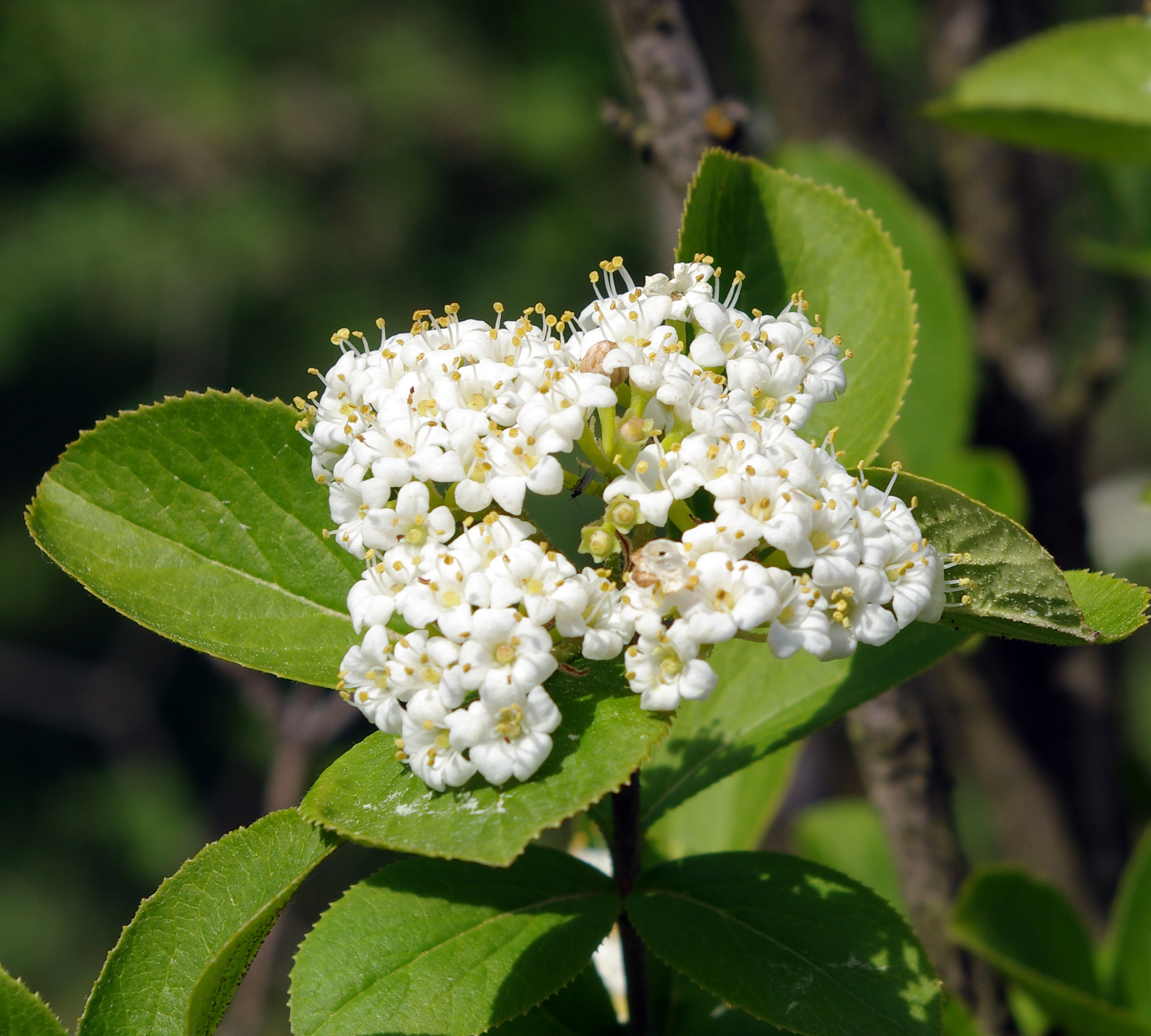
Viburnum burejaeticum

- Viburnum boninsimense (Makino) Koidz. ex Nakai
- Viburnum brachyandrum Nakai
- Viburnum brachybotryum Hemsl.
- Viburnum bracteatum Rehder
- Viburnum brevitubum  (P.S.Hsu) P.S.Hsu
- Viburnum buddleifolium  C.H. Wright
- Viburnum burejaeticum Regel & Herd.

## C
- Viburnum carlesii Hemsl.
- Viburnum carolinianum Ashe
- Viburnum cassinoides L.
- Viburnum caudatum Greenm.
- Viburnum chingii P.S.Hsu
- Viburnum chinshanense Graebn.
- Viburnum chunii P.S.Hsu
- Viburnum ciliatum Greenm.
- Viburnum cinnamomifolium Rehder
- Viburnum clemensiae J.Kern

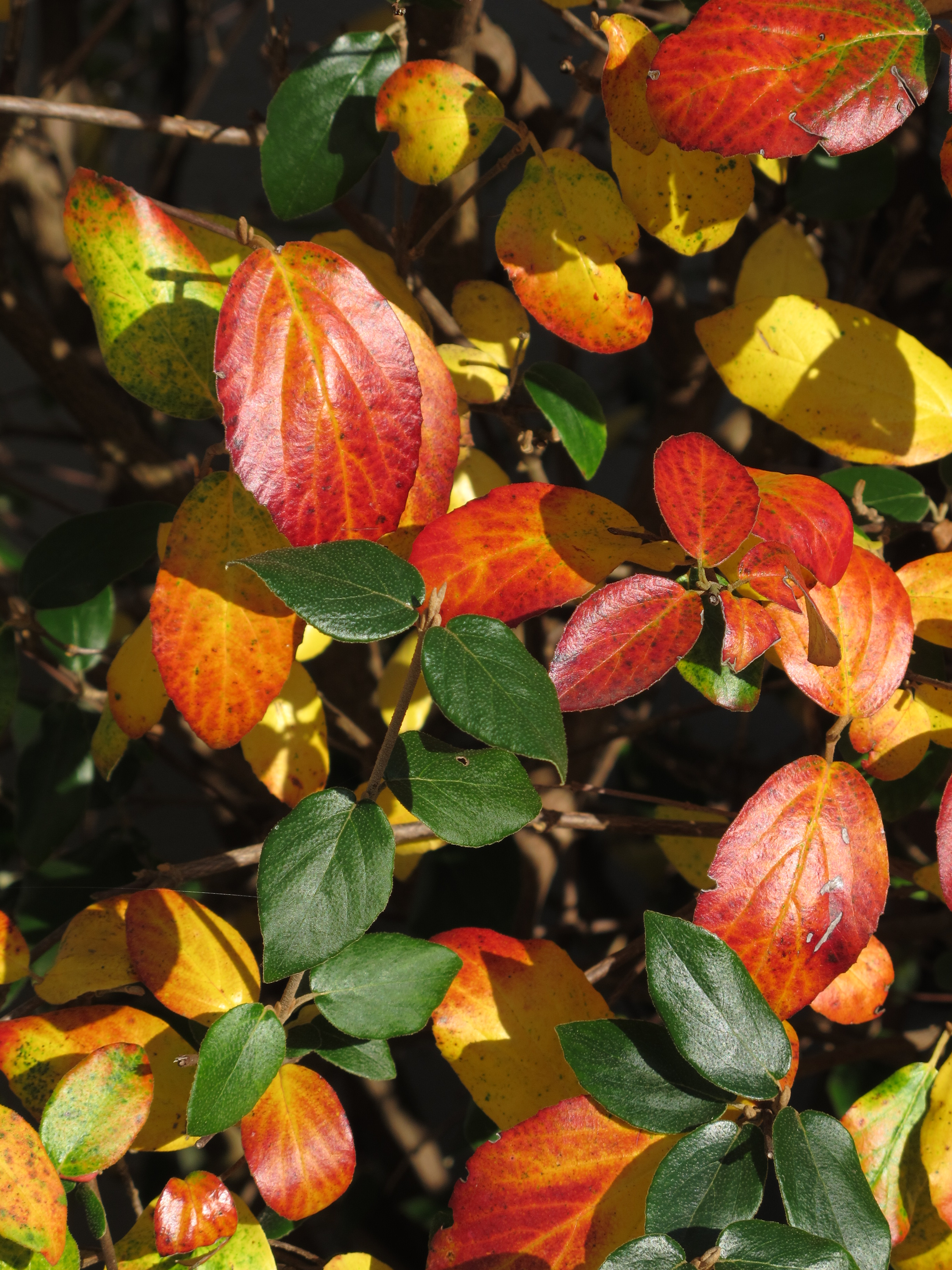
Viburnum carlesii

- Viburnum colebrookeanum Wall. ex DC.
- Viburnum congestum Rehder
- Viburnum coriaceum Blume
- Viburnum cornutidens Merr.
- Viburnum corylifolium Hook.f. & Thomson
- Viburnum corymbiflorum P.S.Hsu & S.C.Hsu
- Viburnum corymbosum Urb.
- Viburnum costaricanum Hemsl.
- Viburnum cotinifolium  D.Don
- Viburnum cubense Urb.
- Viburnum cylindricum Buch.-Ham. ex D.Don

## D

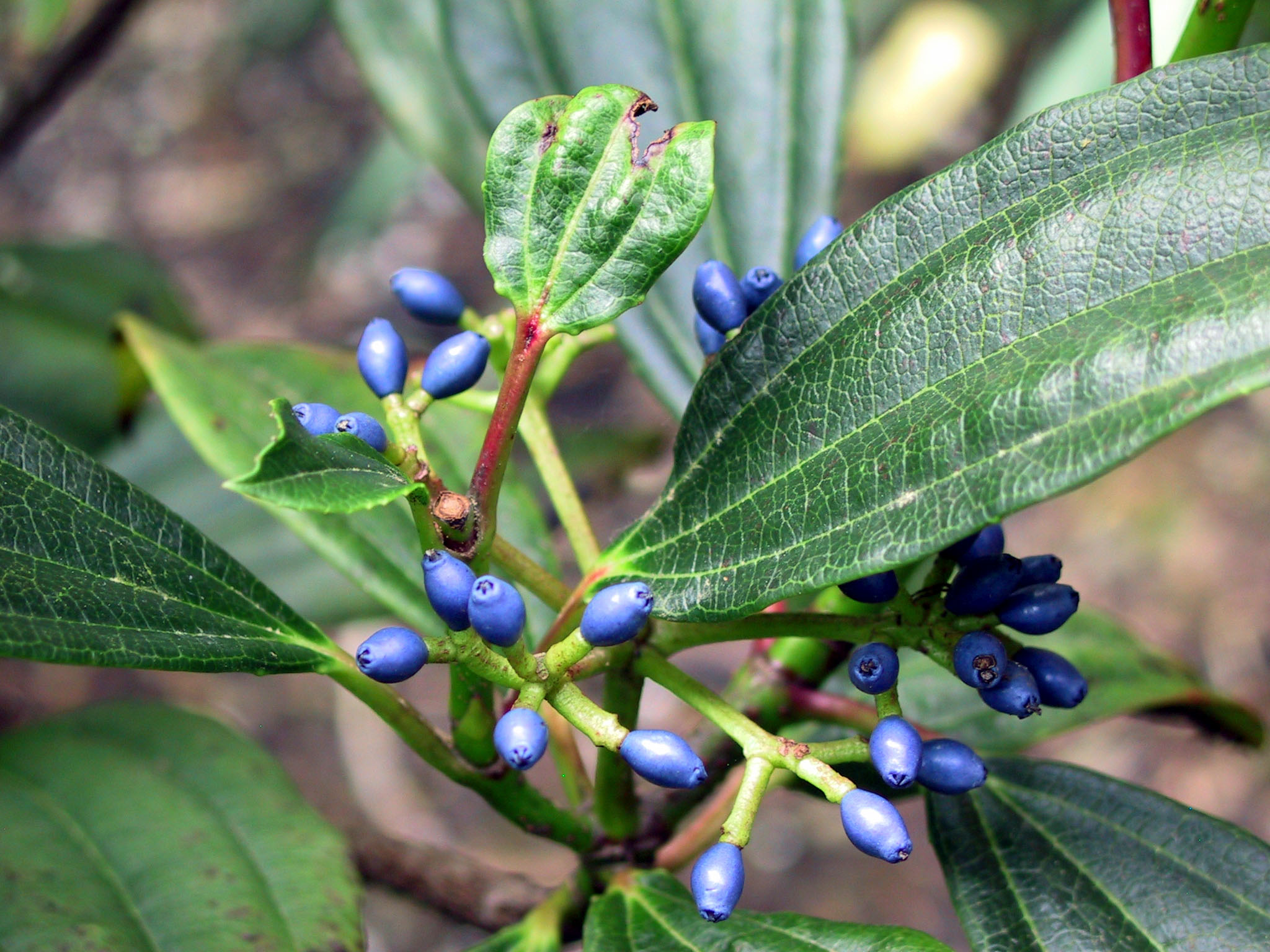
Viburnum davidii

- Viburnum dalzielii W.W.Sm.
- Viburnum dasyanthum Rehder
- Viburnum davidii Franch.
- Viburnum deamii (Rehder) Bush
- Viburnum dentatum L.
- Viburnum dilatatum Thunb.
- Viburnum discolor Benth.
- Viburnum disjunctum C.V. Morton
- Viburnum divaricatum Benth.

## E
- Viburnum edule (Michx.) Raf.
- Viburnum elatum Benth.
- Viburnum ellipticum Hook.
- Viburnum erosum Thunb.
- Viburnum erubescens Wall. ex DC.

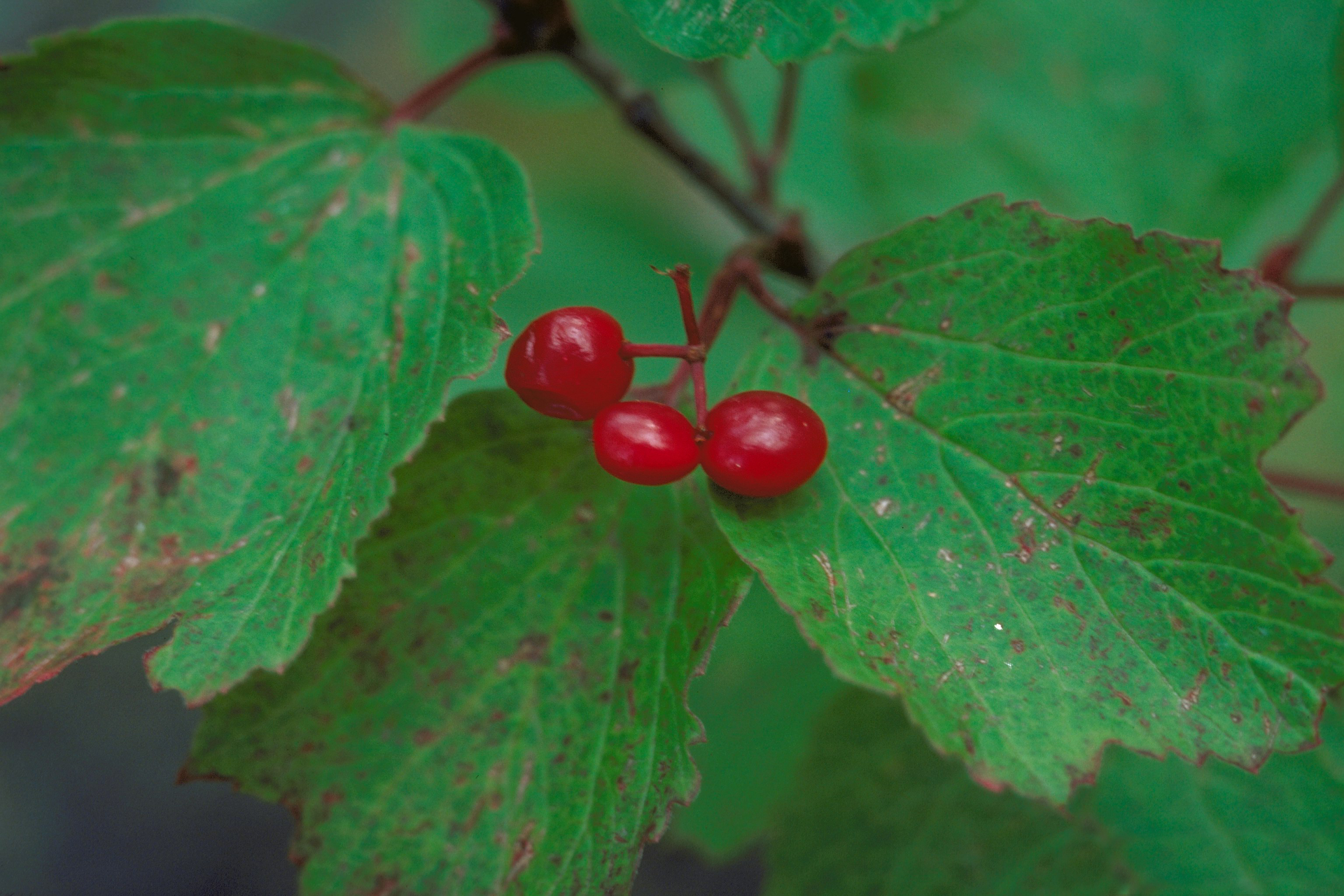
Viburnum edule

- Viburnum euryphyllum Standl. & Steyerm.

## F

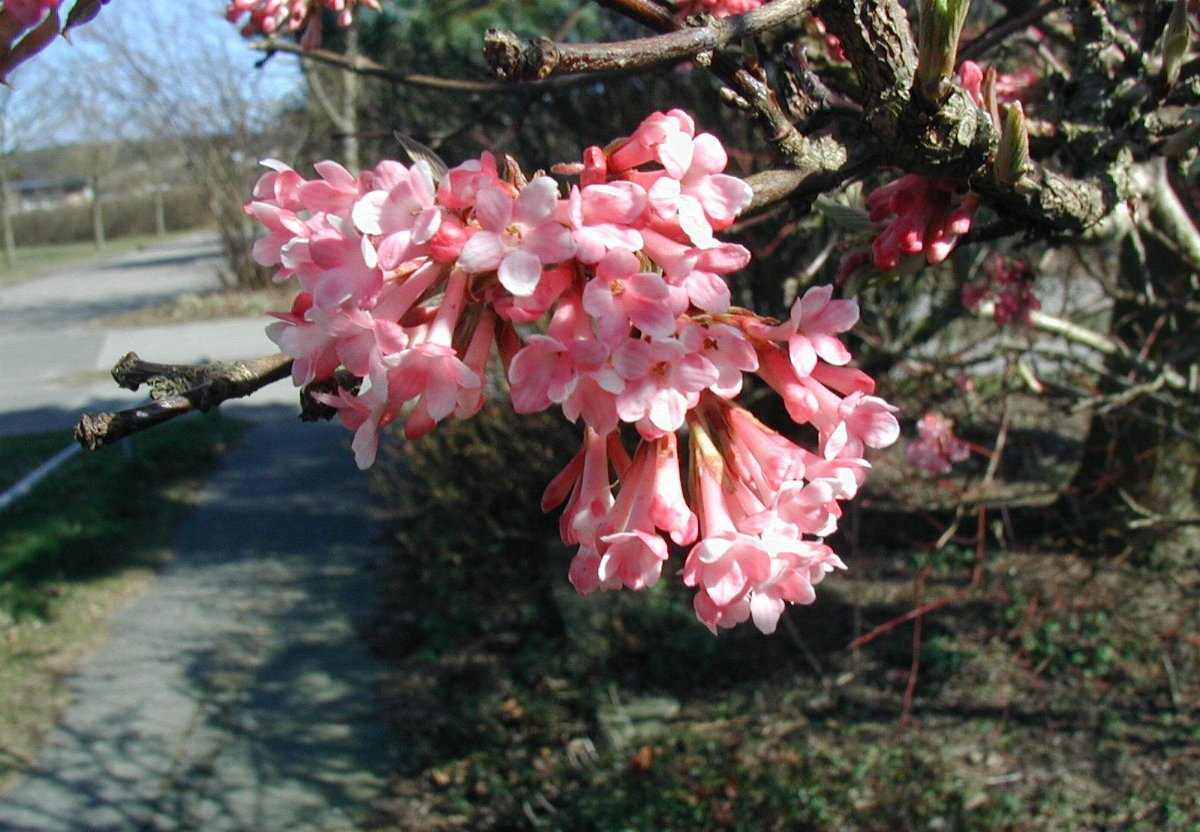
Viburnum farreri

- Viburnum fansipanense J.M.H.Shaw, Wynn-Jones & V.D.Nguyen
- Viburnum farreri Stearn
- Viburnum fengyangshanense Z.H.Chen, P.L.Chiu & L.X.Ye
- Viburnum floccosum Killip & A.C.Sm.
- Viburnum foetidum Wall.
- Viburnum fordiae Hance
- Viburnum formosanum (Hance) Hayata
- Viburnum fragile Killip & A.C.Sm.
- Viburnum furcatum Blume ex Maxim.

## G
- Viburnum garrettii Craib
- Viburnum glaberrimum Merr.
- Viburnum glabratum Kunth
- Viburnum glomeratum Maxim.
- Viburnum goudotii Killip & A.C.Sm.
- Viburnum grandiflorum Wall. ex DC.

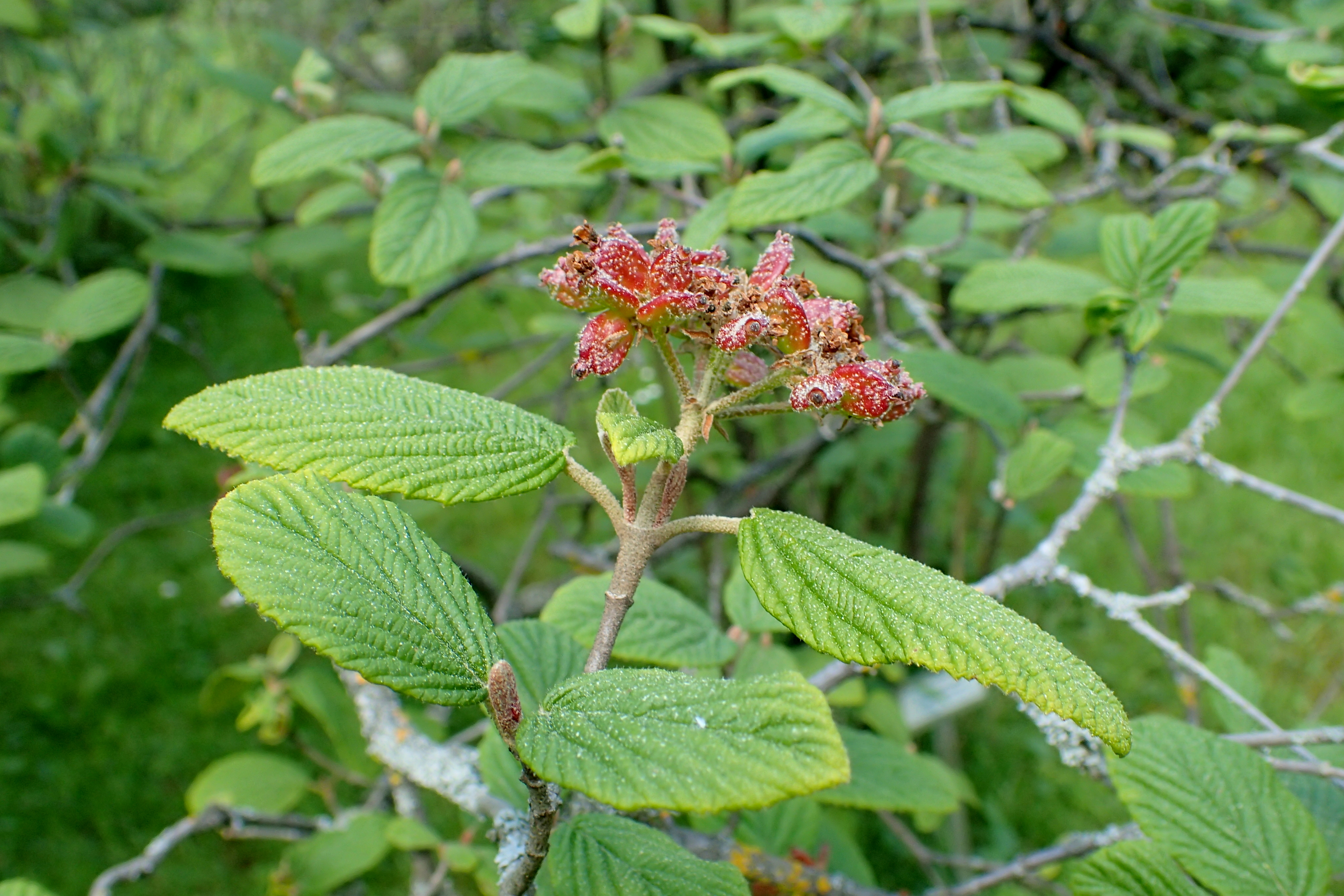
Viburnum glomeratum

- Viburnum griffithianum (Kurz) C.B.Clarke

## H
- Viburnum hainanense Merr. & Chun

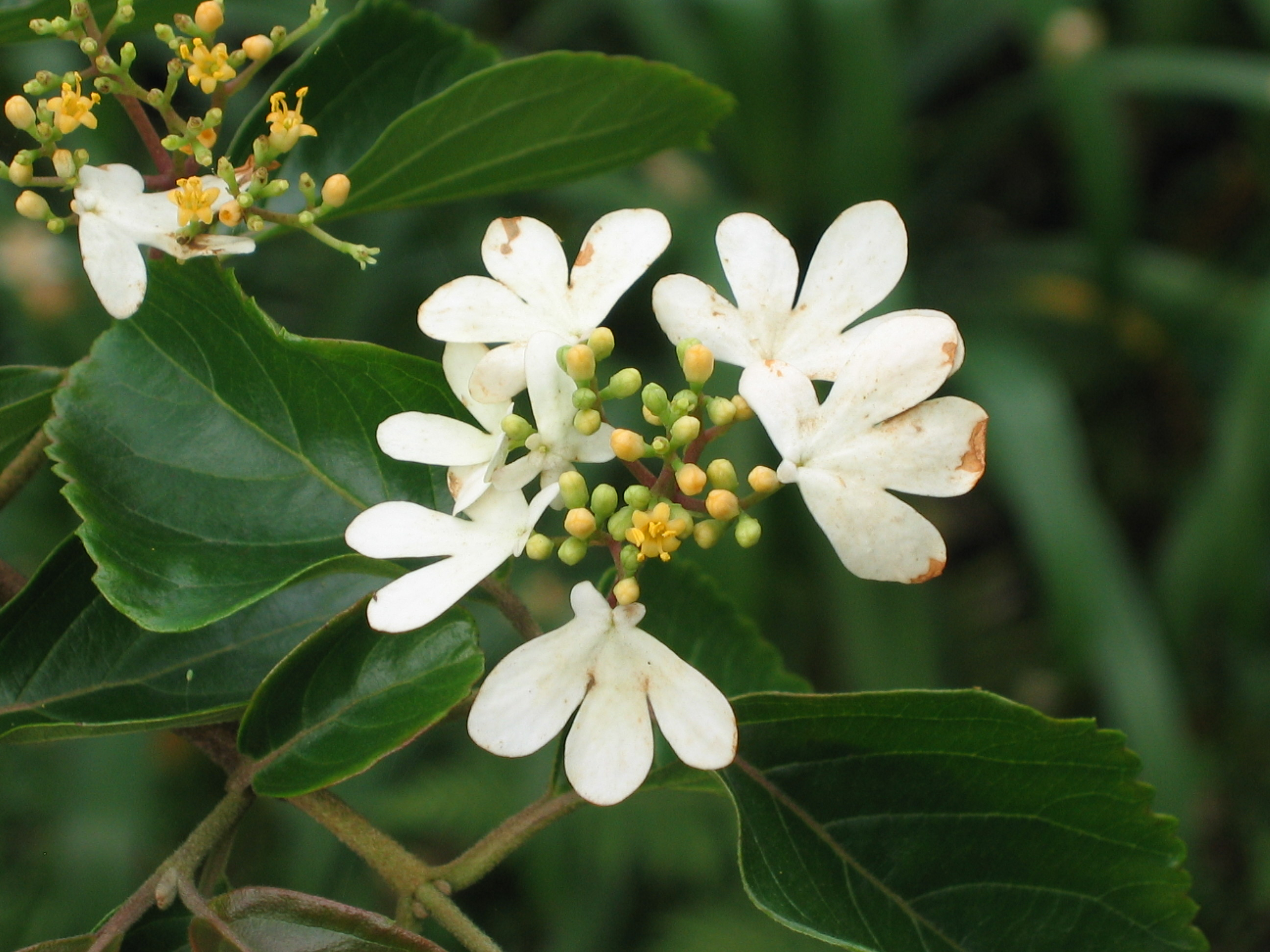
Viburnum hanceanum

- Viburnum hallii (Oerst.) Killip & A.C.Sm.
- Viburnum hanceanum Maxim.
- Viburnum harryanum Rehder
- Viburnum hartwegii Benth.
- Viburnum hayatae I.M.Turner
- Viburnum hengshanicum Tsiang
- Viburnum henryi Hemsl.
- Viburnum hispidulum J.Kern
- Viburnum × hizenense Hatus.
- Viburnum hoanglienense J.M.H.Shaw, Wynn-Jones & V.D.Nguyen
- Viburnum hondurense Standl.
- Viburnum hupehense Rehder

## I
- Viburnum incarum Graebn.
- Viburnum inopinatum Craib

## J

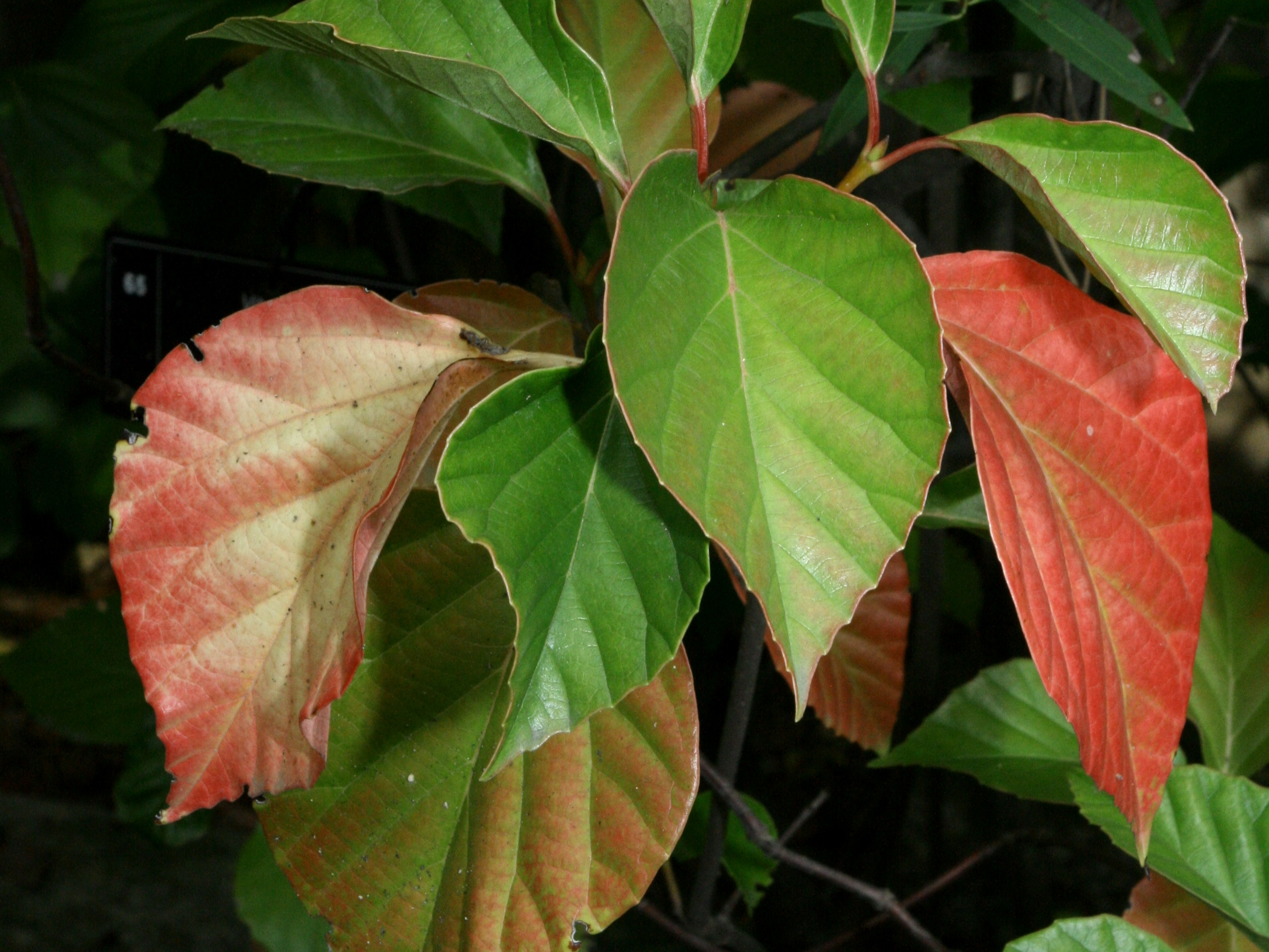
Viburnum japonicum

- Viburnum jamesonii (Oerst.) Killip & A.C.Sm.
- Viburnum japonicum (Thunb.) Spreng.
- Viburnum jelskii Zahlbr.
- Viburnum jucundum C.V.Morton
- Viburnum junghuhnii Miq.

## K
- Viburnum kansuense Batalin
- Viburnum kerrii E.T.Geddes
- Viburnum × kiusianum Hatus.
- Viburnum koreanum Nakai

## L
- Viburnum lancifolium P.S.Hsu
- Viburnum lantana L.
- Viburnum lantanoides Michx.
- Viburnum lasiophyllum Benth.
- Viburnum laterale Rehder
- Viburnum lautum C.V.Morton

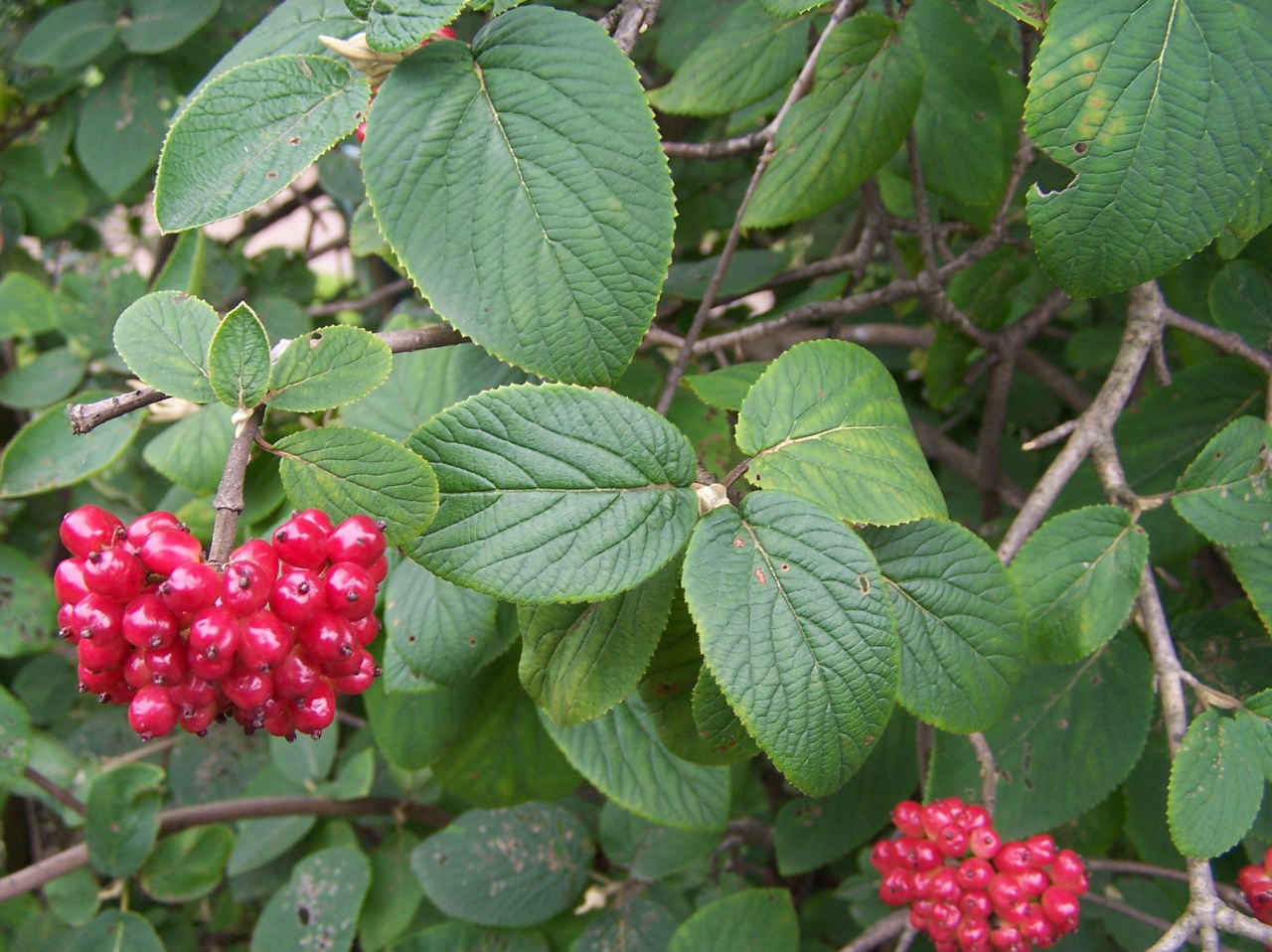
Viburnum lantana

- Viburnum lehmannii Killip & A.C.Sm.
- Viburnum leiocarpum P.S.Hsu
- Viburnum lentago L.
- Viburnum lobophyllum Graebn.
- Viburnum loeseneri Graebn.
- Viburnum longipedunculatum (P.S.Hsu) P.S.Hsu
- Viburnum longiradiatum P.S.Hsu
- Viburnum lutescens Blume
- Viburnum luzonicum Rolfe

## M
- Viburnum macdougallii Matuda
- Viburnum macrocephalum Fortune

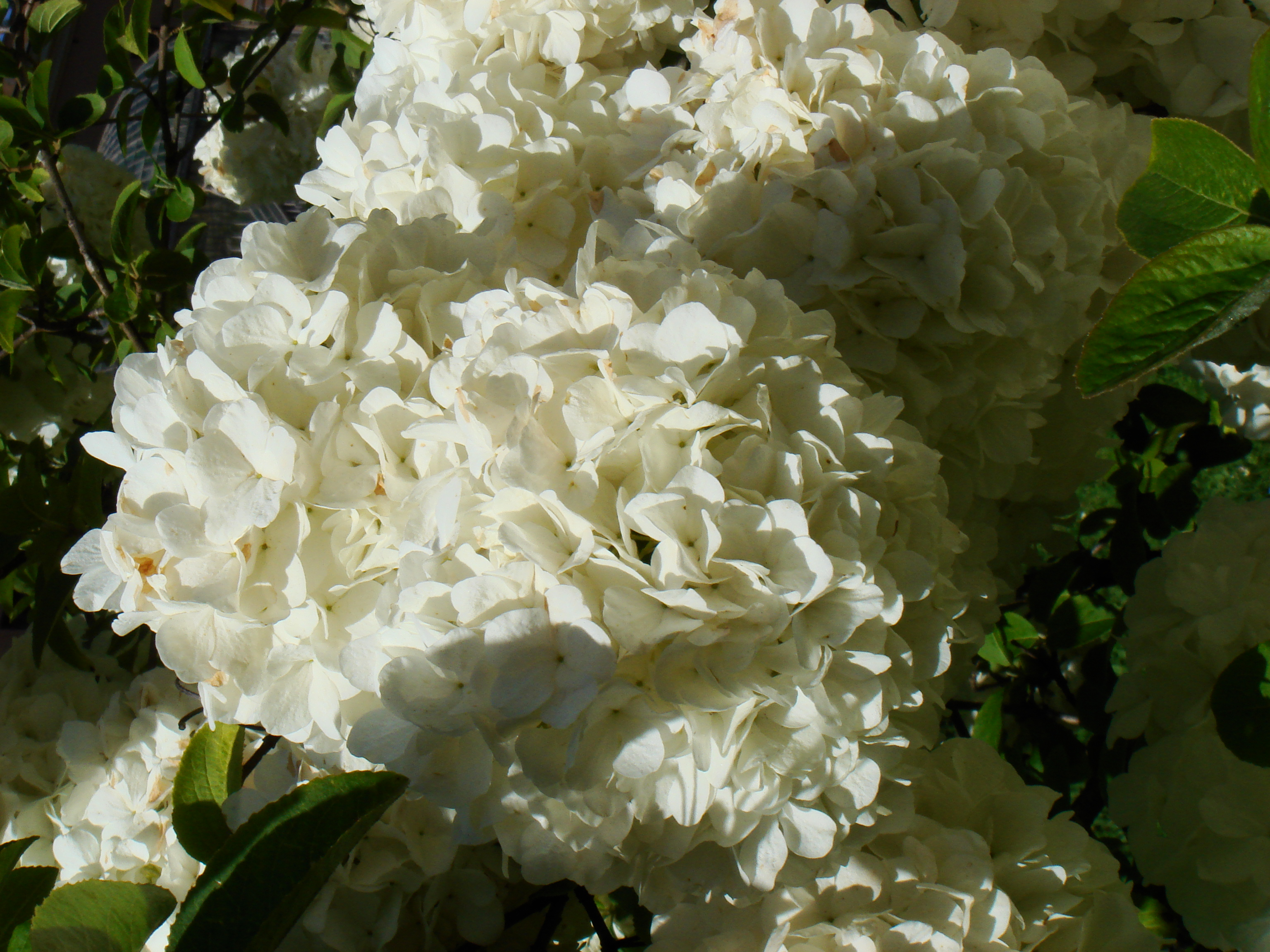
Viburnum macrocephalum

- Viburnum mathewsii (Oerst.) Killip & A.C.Sm.
- Viburnum meiothyrsum Diels
- Viburnum melanocarpum P.S.Hsu
- Viburnum microcarpum Schltdl. & Cham.
- Viburnum microphyllum (Oerst.) Hemsl.
- Viburnum molinae Lundell
- Viburnum molle Michx.
- Viburnum mongolicum (Pall.) Rehder
- Viburnum mortonianum Standl. & Steyerm.
- Viburnum mullaha Buch.-Ham. ex D.Don

## N
- Viburnum nervosum D.Don
- Viburnum nitidum Aiton
- Viburnum nudum L.

## O

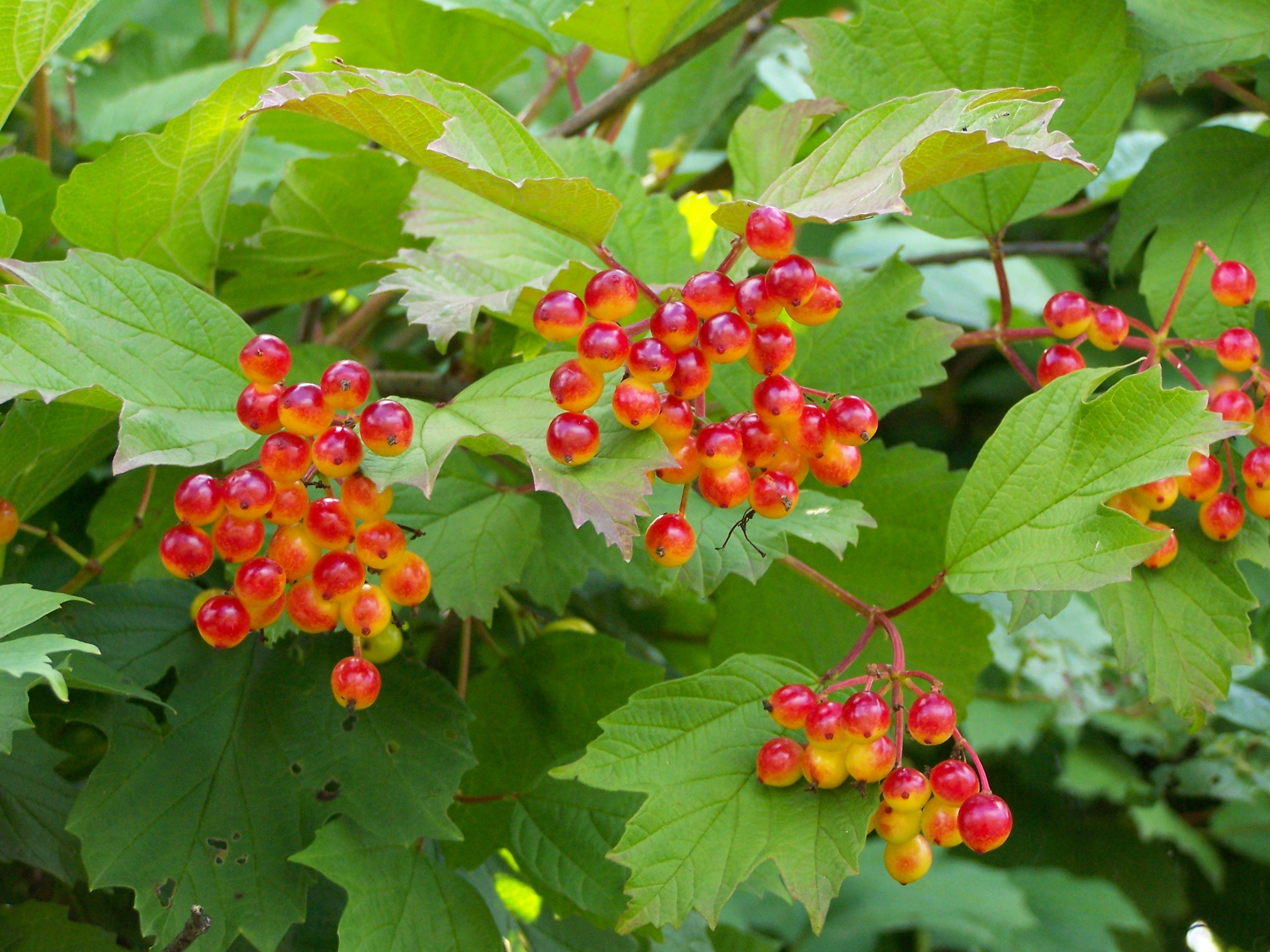
Viburnum opulus

- Viburnum obovatum Walter
- Viburnum obtectum J.H.Vargas
- Viburnum obtusatum D.N.Gibson
- Viburnum odoratissimum Ker Gawl.
- Viburnum oliganthum Batalin
- Viburnum omeiense P.S. Hsu
- Viburnum opulus L.
- Viburnum orientale Pall.

## P
- Viburnum parvifolium Hayata

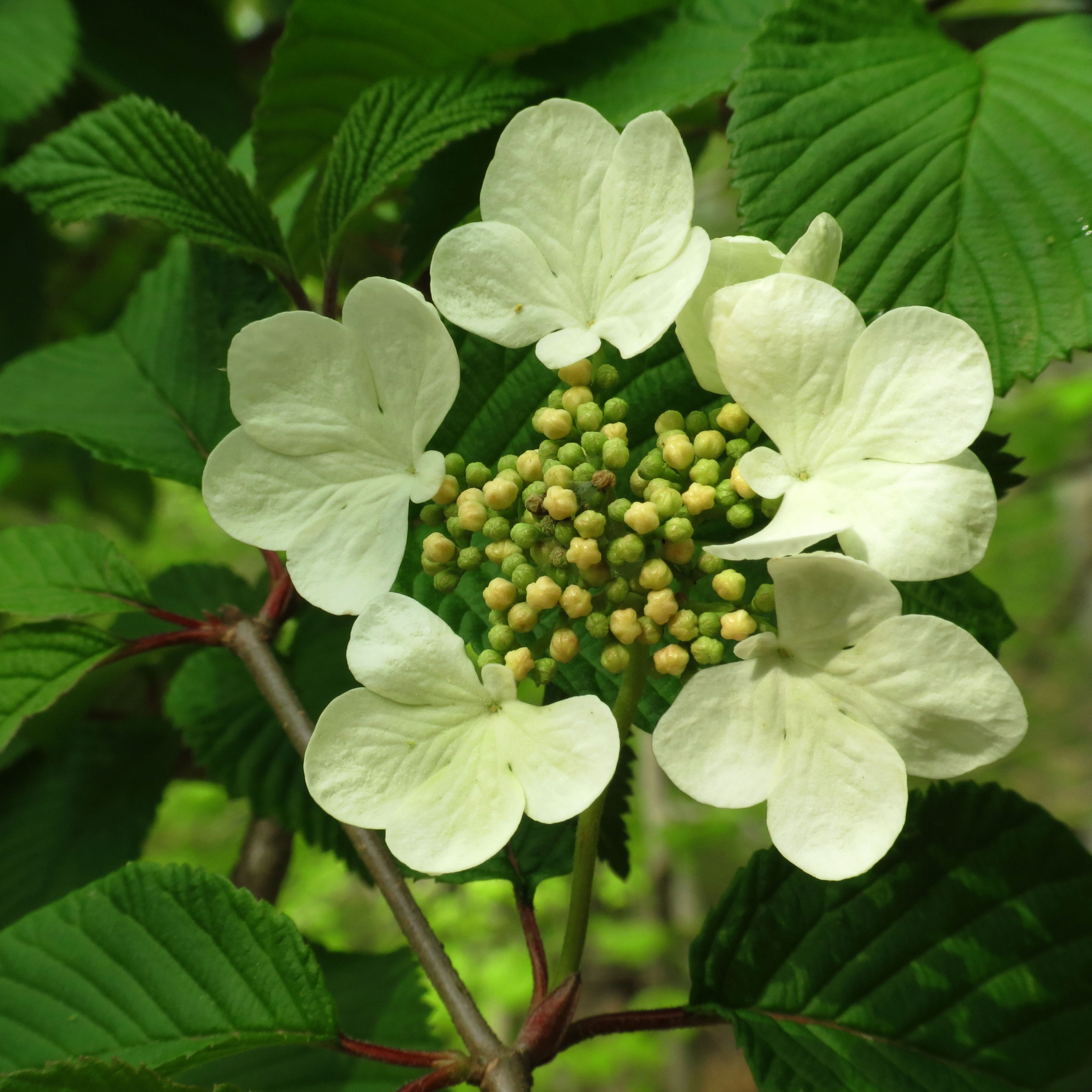
Viburnum plicatum

- Viburnum phlebotrichum Siebold & Zucc.
- Viburnum pichinchense Benth.
- Viburnum pilushanicum S.S.Ying
- Viburnum platyphyllum Merr.
- Viburnum plicatum Thunb.
- Viburnum propinquum Hemsl.
- Viburnum prunifolium  L.
- Viburnum punctatum Buch.-Ham. ex D.Don
- Viburnum pyramidatum Rehder

## Q

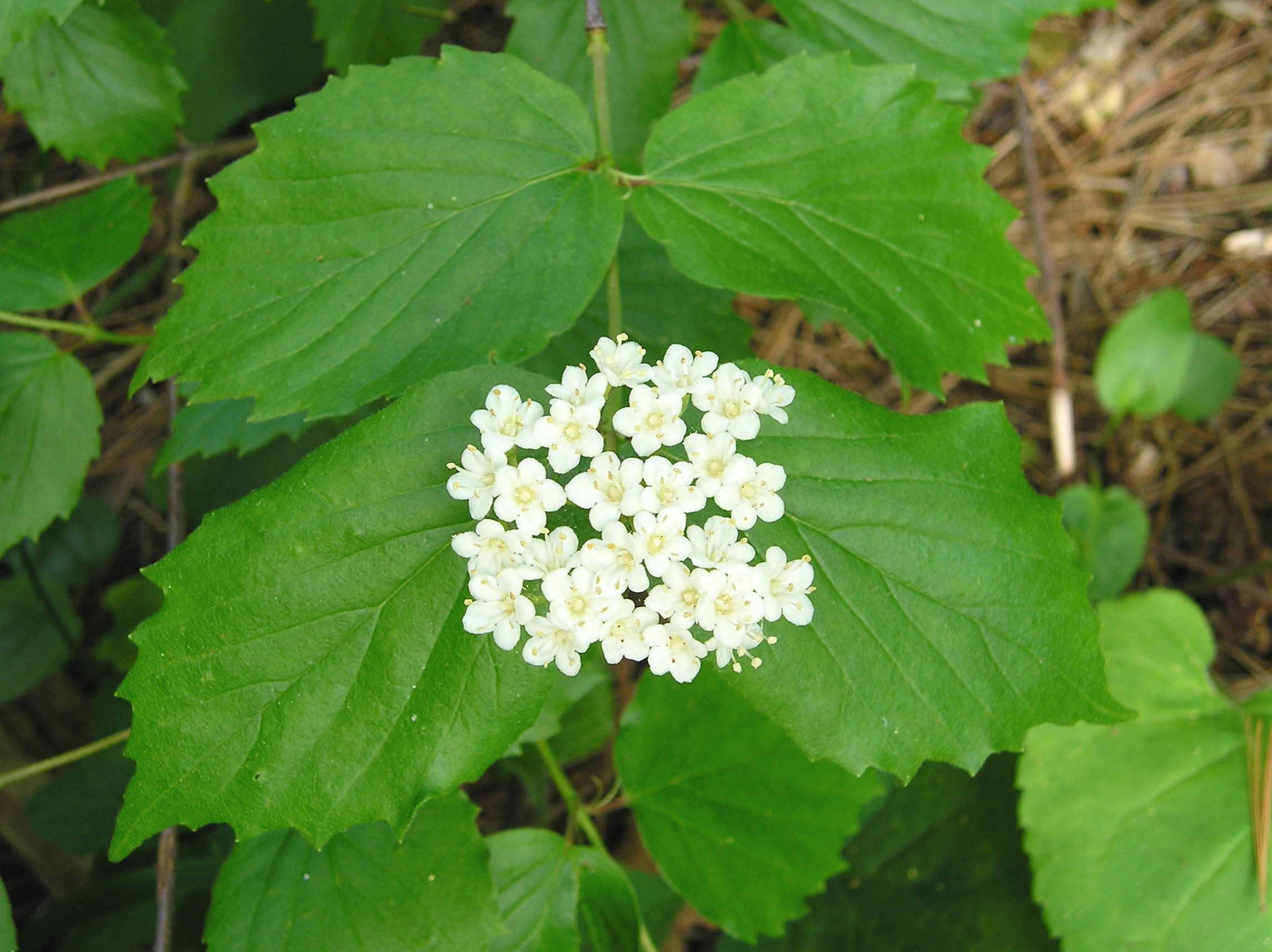
Viburnum rafinesquianum

- Viburnum queremalense Cuatrec.

## R
- Viburnum rafinesquianum Schult.
- Viburnum recognitum Fernald
- Viburnum rhytidophyllum Hemsl.
- Viburnum rufidulum Raf.
- Viburnum rugosum Pers.

## S

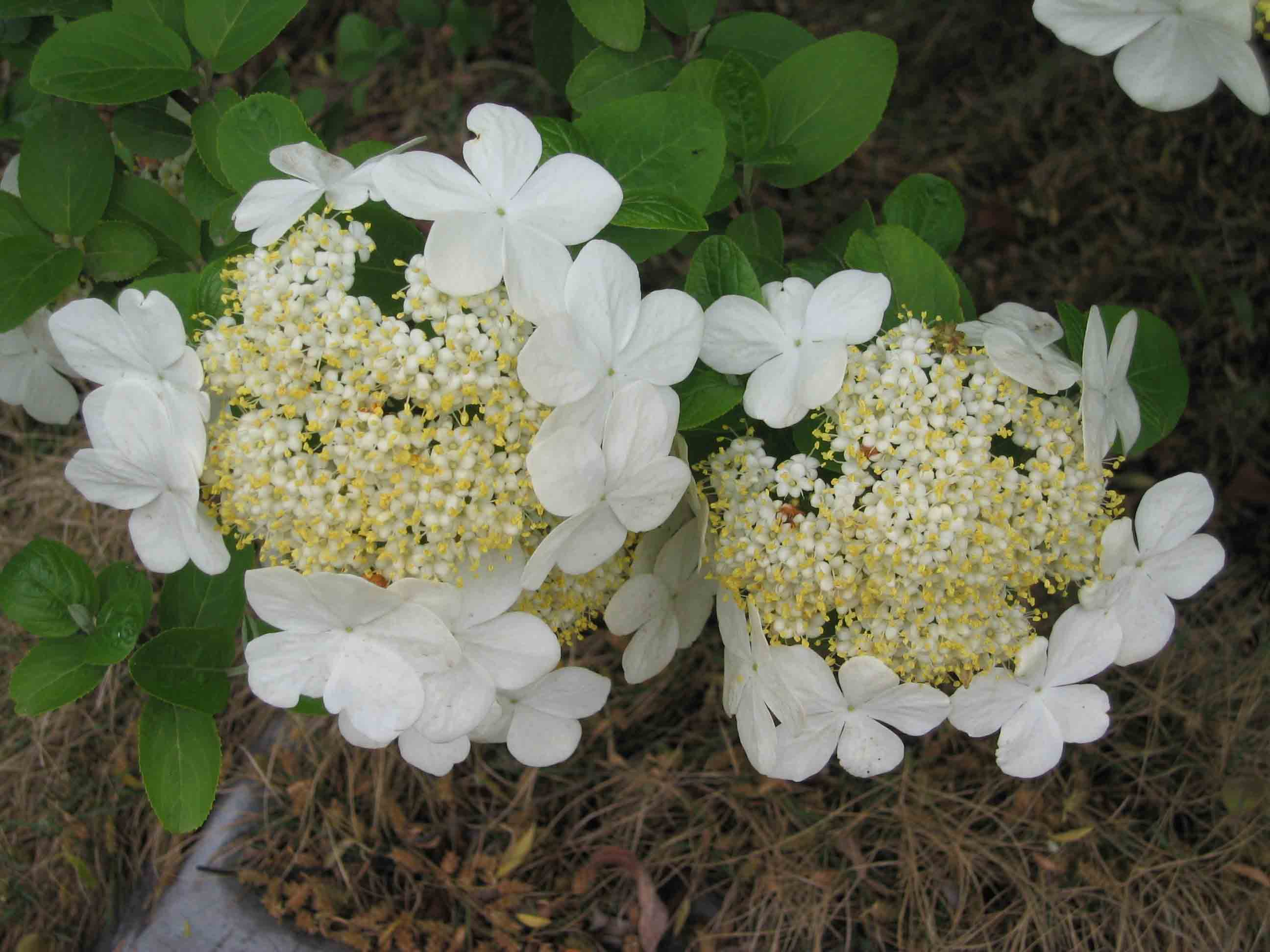
Viburnum sargentii

- Viburnum sambucinum Reinw. ex Blume
- Viburnum sargentii Koehne
- Viburnum scabrellum (Torr. & A.Gray) Chapm.
- Viburnum schensianum Maxim.
- Viburnum seemenii Graebn.
- Viburnum sempervirens K.Koch
- Viburnum setigerum Hance
- Viburnum shweliense W.W.Sm.
- Viburnum sieboldii Miq.
- Viburnum spruceanum Rusby
- Viburnum squamulosum P.S.Hsu
- Viburnum stellatotomentosum (Oerst.) Hemsl.
- Viburnum stenocalyx (Oerst.) Hemsl.
- Viburnum stipitatum J.H.Vargas
- Viburnum subalpinum Hand.-Mazz.
- Viburnum subpubescens Lundell
- Viburnum subsessile Killip & A.C.Sm.
- Viburnum sulcatum (Oerst.) Hemsl.
- Viburnum suratense Killip & A.C.Sm.
- Viburnum suspensum Lindl.
- Viburnum sympodiale Graebn.

## T
- Viburnum taitoense Hayata
- Viburnum taiwanianum Hayata
- Viburnum tashiroi Nakai

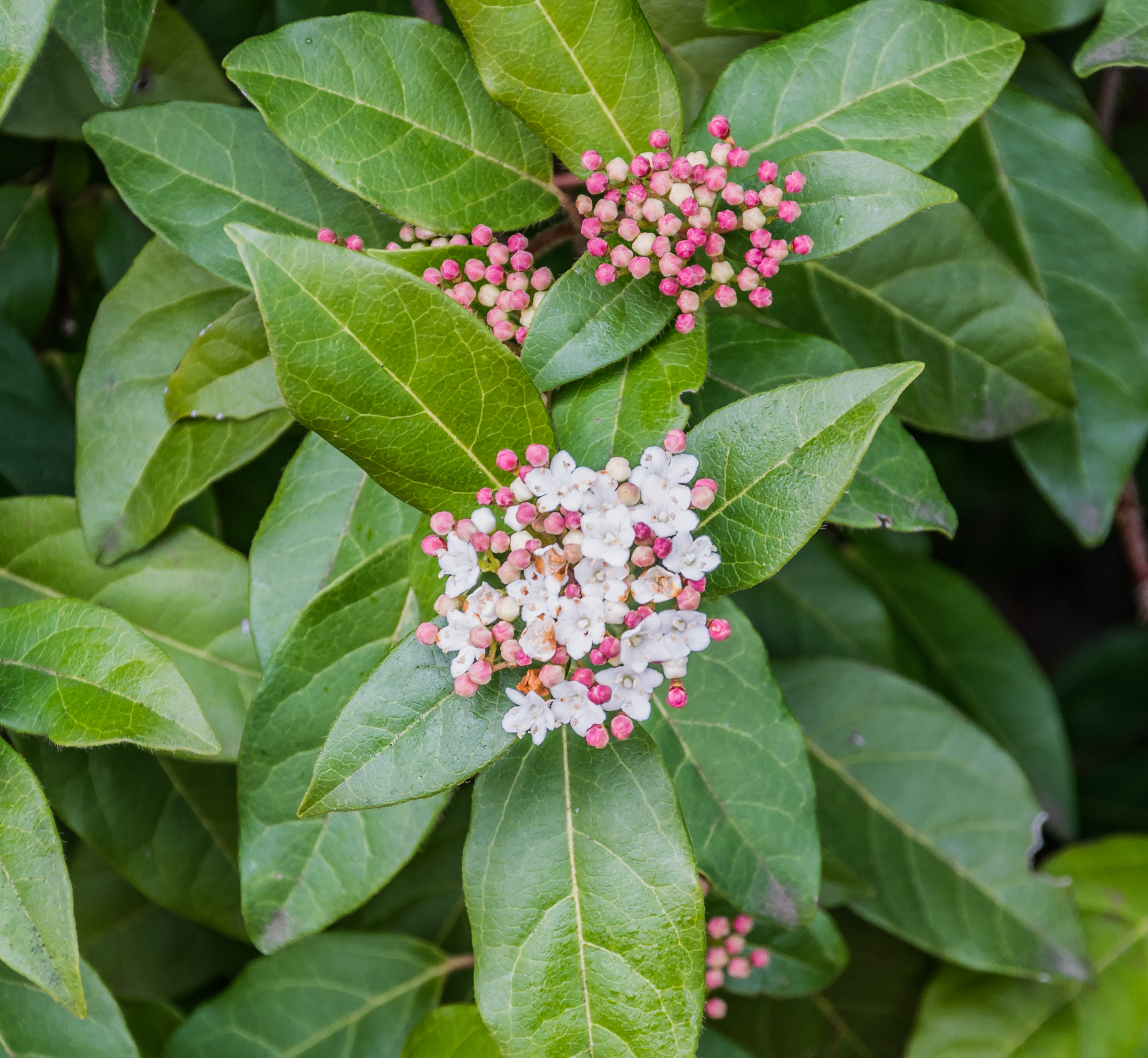
Viburnum tinus

- Viburnum tengyuehense (W.W.Sm.) P.S.Hsu
- Viburnum ternatum Rehder
- Viburnum tiliifolium  (Oerst.) Hemsl.
- Viburnum tinoides L.f.
- Viburnum tinus L.
- Viburnum toronis Killip & A.C.Sm.
- Viburnum trabeculosum C.Y.Wu
- Viburnum treleasei Gand.
- Viburnum tricostatum C.E.C.Fisch.
- Viburnum tridentatum Killip & A.C.Sm.
- Viburnum trilobum  Marshall
- Viburnum triphyllum Benth.
- Viburnum triplinerve Hand.-Mazz.

## U

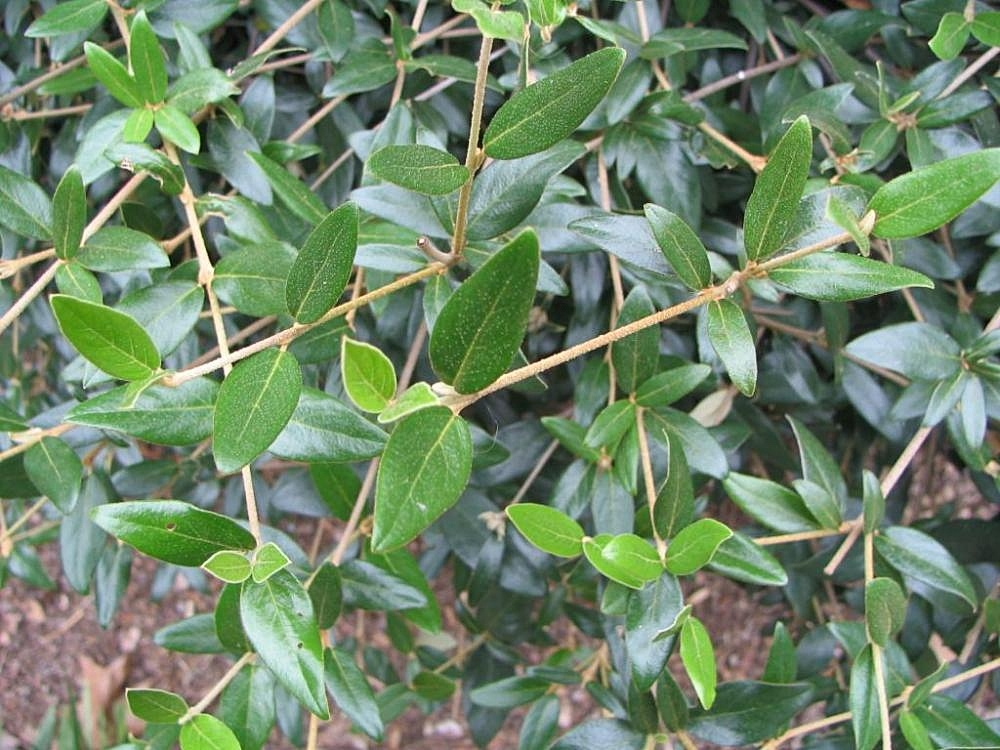
Viburnum utile

- Viburnum undulatum (Oerst.) Killip & A.C.Sm.
- Viburnum urbani Graebn.
- Viburnum urceolatum Siebold & Zucc.
- Viburnum utile Hemsl.

## V
- Viburnum venosum Britton
- Viburnum venustum C.V.Morton
- Viburnum vernicosum Gibbs
- Viburnum villosum Sw.

## W

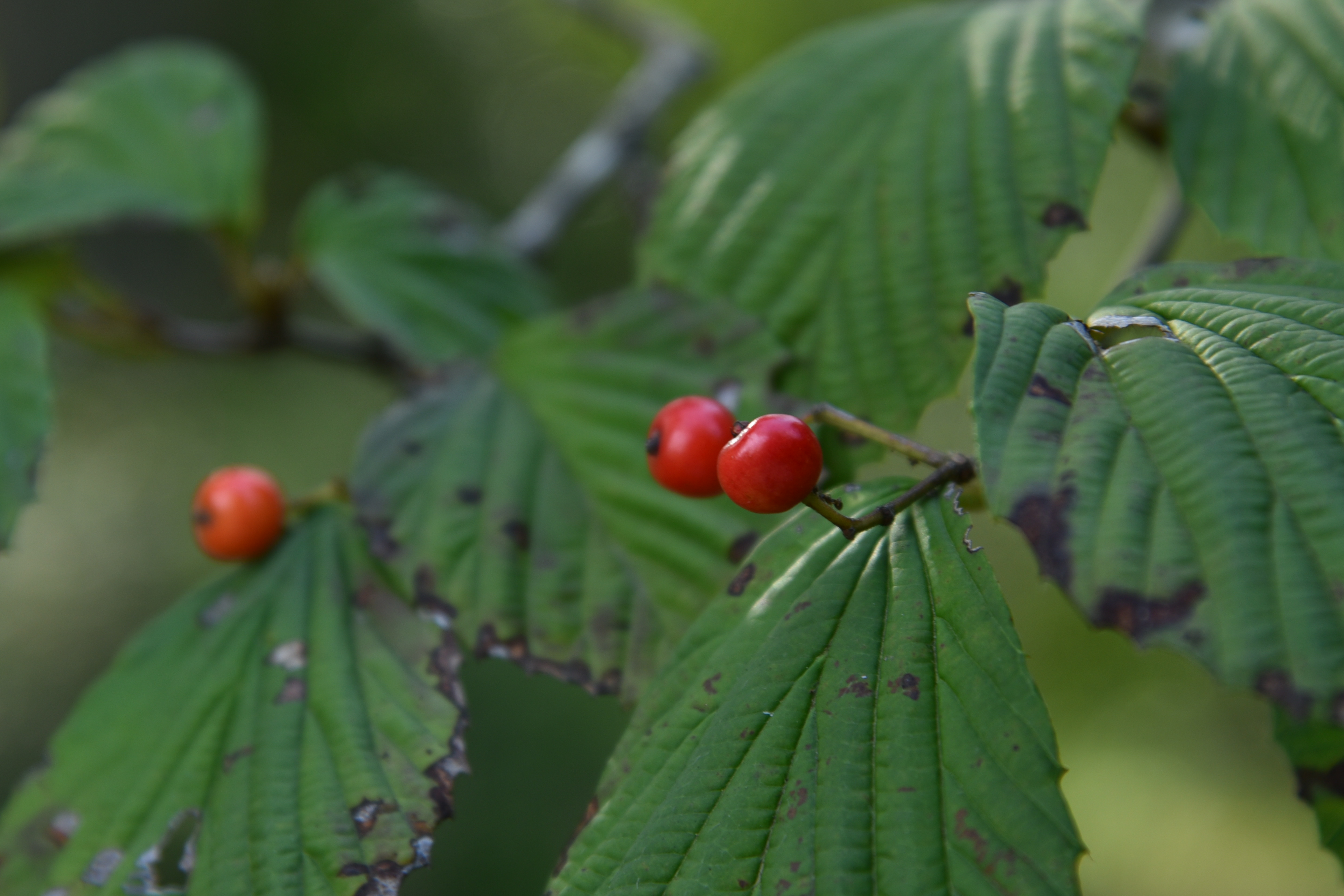
Viburnum wrightii

- Viburnum wardii W.W.Sm.
- Viburnum weberbaueri Graebn.
- Viburnum witteanum Graebn.
- Viburnum wrightii Miq.
- Viburnum wurdackii T.R.Dudley

## Y
- Viburnum yunnanense Rehder